# Fehérhátú fakopáncs
A fehérhátú fakopáncs (Dendrocopos leucotos) a madarak (Aves) osztályának harkályalakúak (Piciformes) rendjébe, ezen belül a harkályfélék (Picidae) családjába tartozó faj.

## Rendszerezése
A fajt Johann Matthäus Bechstein német ornitológus írta le 1802-ben, a Picus nembe Picus leucotos néven.

## Alfajai
- Dendrocopos leucotos leucotos (Bechstein, 1802) - az alapfaj a legnagyobb elterjedésű alfaj, elterjedési területe Európa északi és keleti részétől széles sávban egészen Kelet-Szibériáig tart, előfordul továbbá a Koreai-félszigeten és Szahalin szigetén is.
- Dendrocopos leucotos lilfordi (Sharpe & Dresser, 1871) - Európa déli területein honos, a Pireneusoktól a Kis-ázsiai-félszigetig, továbbá a Kaukázus vidékén is él.
- Dendrocopos leucotos tangi (Cheng, 1956) - Szecsuan tartomány Kína nyugati részén.
- Dendrocopos leucotos subcirris (Stejneger, 1886) - Hokkaidó szigete (Japán)
- Dendrocopos leucotos stejnegeri (Kuroda, 1921) - Honsú északi része (Japán)
- Dendrocopos leucotos namiyei (Stejneger, 1886) - Honsú déli része, Kjúsú, Sikoku (Japán) és a Csedzsu-sziget (Dél-Korea)
- Dendrocopos leucotos takahashii (Kuroda & Mori, 1920) - Ullung-sziget (Dél-Korea)
- Dendrocopos leucotos fohkiensis (Buturlin, 1908) - hegyvidéki területek Fucsien tartományban (Délkelet-Kína)
- Dendrocopos leucotos insularis (Gould, 1863) - Tajvan
- Dendrocopos leucotos quelpartensis (Kuroda & Mori, 1918)
- Dendrocopos leucotos uralensis (Malherbe, 1860)

A korábban alfajnak vélt Dendrocopos leucotos owstoni-t, manapság önálló fajként tartják számon, amami fakopáncs (Dendrocopos owstoni) Ogawa, 1905 név alatt. Viszont mások még annak vélik.

## Előfordulása
Európában és Ázsia egy részén honos. Természetes élőhelyei a tűlevelű erdők, mérsékelt övi erdők, szubtrópusi vagy trópusi síkvidéki és hegyi esőerdők, tavak, folyók és patakok környékén. Állandó, nem vonuló faj.

### Kárpát-medencei előfordulása
Magyarországon ritka, de rendszeres fészkelő. Az öreg bükkösökben fordul elő. Április-májusban költ.

## Megjelenése
Testhossza 24–26 centiméter, szárnyának fesztávolsága 38–40 centiméter, testtömege pedig 100–112 gramm. A hím sapkája vörös, a tojóé fekete. Hátán fehér folt van, szárnyfedői csíkozottak.

## Életmódja
Rovarokkal táplálkozik, melyeket a fák kérgén keresgél.

## Szaporodása

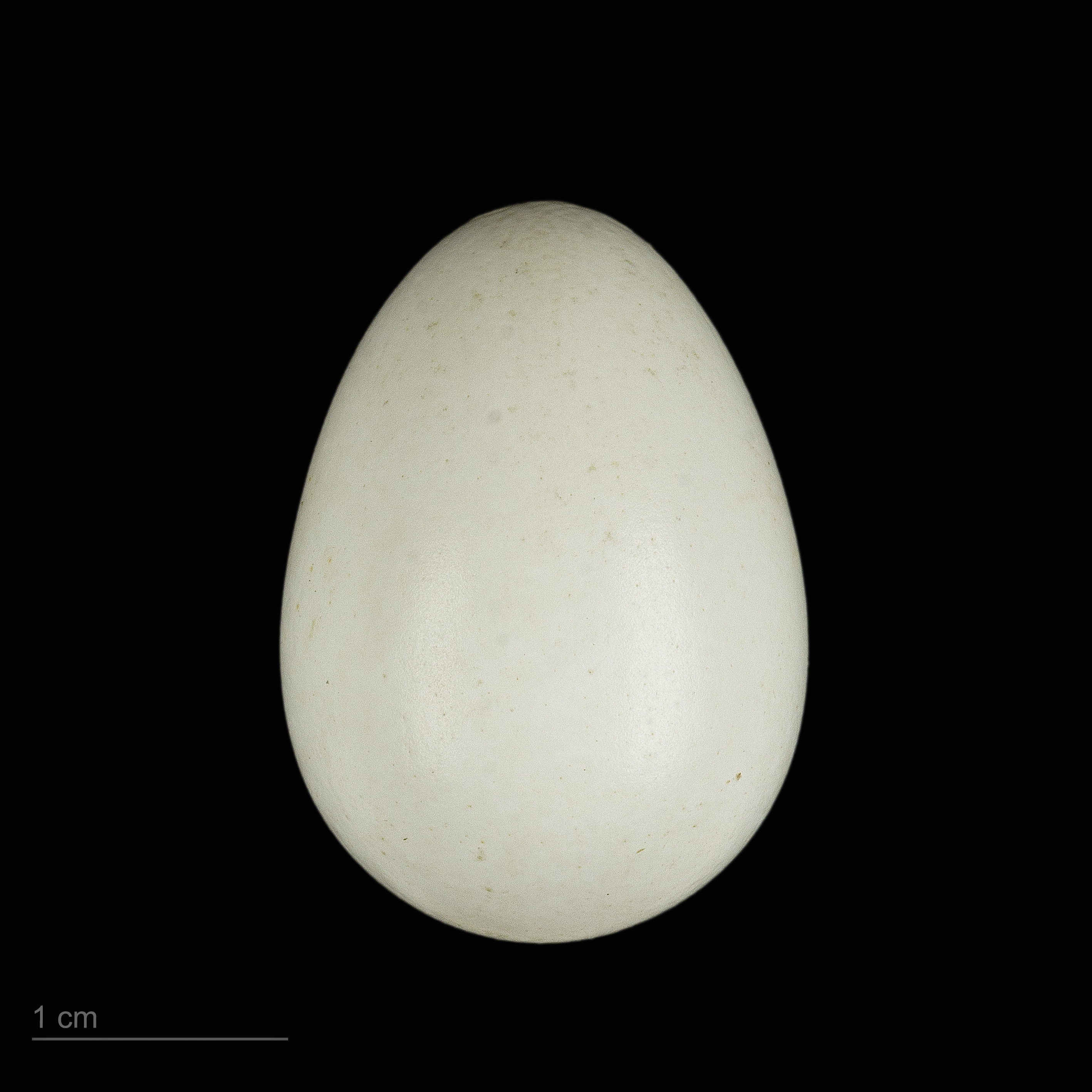
Dendrocopos leucotos leucotos

Magányos fészkelő. Zárt, öreg bükkösökben, korhadó, taplós fába, saját maga által vájt odúja csupasz aljzatára rakja 4-6 tojását, melyen 14-16 napig kotlik. Fiókái fészeklakók, 27-28 napos korukban repülnek ki.

## Természetvédelmi helyzete
Az elterjedési területe rendkívül nagy, egyedszáma nagy, viszont csökkenő, de még nem éri el a kritikus szintet. A Természetvédelmi Világszövetség Vörös listáján nem fenyegetett fajként szerepel.  Magyarországon védett, természetvédelmi értéke 250 000 forint.